# Jean-Daniel Braun
Jean-Daniel Braun (prima del 1726 – 1738) è stato un flautista e compositore francese.
Le date di nascita e di morte, oltre che buona parte delle informazioni sulla sua vita, sono del tutto sconosciute; il suo cognome suggerisce un'origine tedesca. Fu membro della cappella di corte di Épernon, sotto il duca Louis de Pardaillan de Gondrin (1707-1743). Siccome vari suoi pezzi prevedono il flauto traverso o il fagotto alternativamente, possiamo presumere che suonasse entrambi gli strumenti.
Fra il 1728 e il 1740 varie sue composizioni furono stampate a Parigi, fra le quali 4 libri di sonate per flauto traverso e basso continuo (op. 1, 5, 7 e una senza numero d'opera). Inoltre ci sono giunte fra le altre cose delle Sonates en trio per flauti, violini o oboi e basso continuo (op. 3) e delle sonate per due flauti senza basso (op. 4). L'attribuzione a Braun di un concerto per flauto in re maggiore non è sicura, come anche quella di 8 capricci per flauto senza basso molto simili a composizioni di Quantz dello stesso tipo.